# Варле, Жан-Франсуа
Жан Франсуа Варле (фр. Jean-François Varlet; 14 июля 1764, Париж — 4 октября 1837, Корбей-Эсон) — деятель Великой французской революции.

## Биография
Родился в мелкобуржуазной семье. Обучался в лицее св. Луи (Lycée Saint-Louis). По профессии — почтовый служащий.
С большим энтузиазмом приветствовал начало революции, написал несколько патриотических песен, подписал петиции, с протестом против расстрела на Марсовом поле 17 июля 1791 года.
В 1791 году выдвинулся, как народный агитатор в кампании за отстранение короля от власти.
В начале революции примкнул к якобинцам, но летом 1792 года отошёл от них и с начала 1793 г. вместе с Жаком Ру возглавил «бешеных». Вместе с Жаком Ру, Теофилем Леклерком и Клер Лакомб стал вождём крайне левой фракции радикального движения «бешеные», представлявшего интересы городской бедноты. Активный деятель секции Прав человека.
В 1792—1794 годах требовал избрания всех должностных лиц первичными собраниями, права отзыва депутатов, нарушивших наказ избирателей.
9-10 марта 1793 года пытался поднять восстание против жирондистов.
24 мая 1793 года был арестован вместе с Жаком-Рене Эбером, но через 3 дня под давлением общественного мнения триумфально освобождён и приступил к подготовке восстания. Во время восстания 31 мая-2 июня 1793 года был временным председателем повстанческого комитета.
В своих работах, опубликованных в 1792—1793 годах, был сторонником прямой демократии и перераспределения собственности. Выступал за избрание всех должностных лиц первичными собраниями избирателей, за право отзыва депутатов, отделение церкви от государства.
Летом 1793 года вместе с другими «бешеными» добивался установления твёрдых цен на предметы первой необходимости и пресечения спекуляции. В сентябре 1793 года выступил с критикой политики якобинцев, за что был арестован, но вскоре по требованию Парижской коммуны выпущен на свободу. После падения Робеспьера и термидорианского переворота (27 июля 1794) был арестован и находился в тюрьме до осени 1795 года.
После 1800 года был бонапартистом. Затем отошёл от политической деятельности. Некоторое время жил в Нанте. Вернулся в Париж в 1830 году с целью участия в июльской революции. В 1836 году покинул Нант, и переселился в Корбей-Эсон. Утонул на рыбалке 4 октября 1837 года.

## Избранные публикации
- Aux Mânes de Marat, 1790—1830
- Déclaration solennelle des droits de l’homme dans l’état social Gare l’explosion, 1794
- Magnanimité de l’Empereur des Français envers ses ennemis, à l’occasion de la nouvelle déclaration des Puissances, 1814
- Le panthéon français, 1795
- Projet d’une caisse patriotique et parisienne, 1789
- Vœux formés par des Français libres, 1785—1795
- Vœux formés par des Français libres, ou Pétition manifeste d’une partie du souverain à ses délégués pour être signée sur l’autel de la patrie et présenté [sic] le jour où le peuple se lèvera en masse pour résister à l’oppression avec les seules armes de la raison